# Santoña
Santoña is een gemeente in de Spaanse provincie Cantabrië in de regio Cantabrië met een oppervlakte van 11,5 km². In 2005 telde Santoña 11.592 inwoners.

## Geboren
- Luis Carrero Blanco (1903-1973) admiraal, politicus

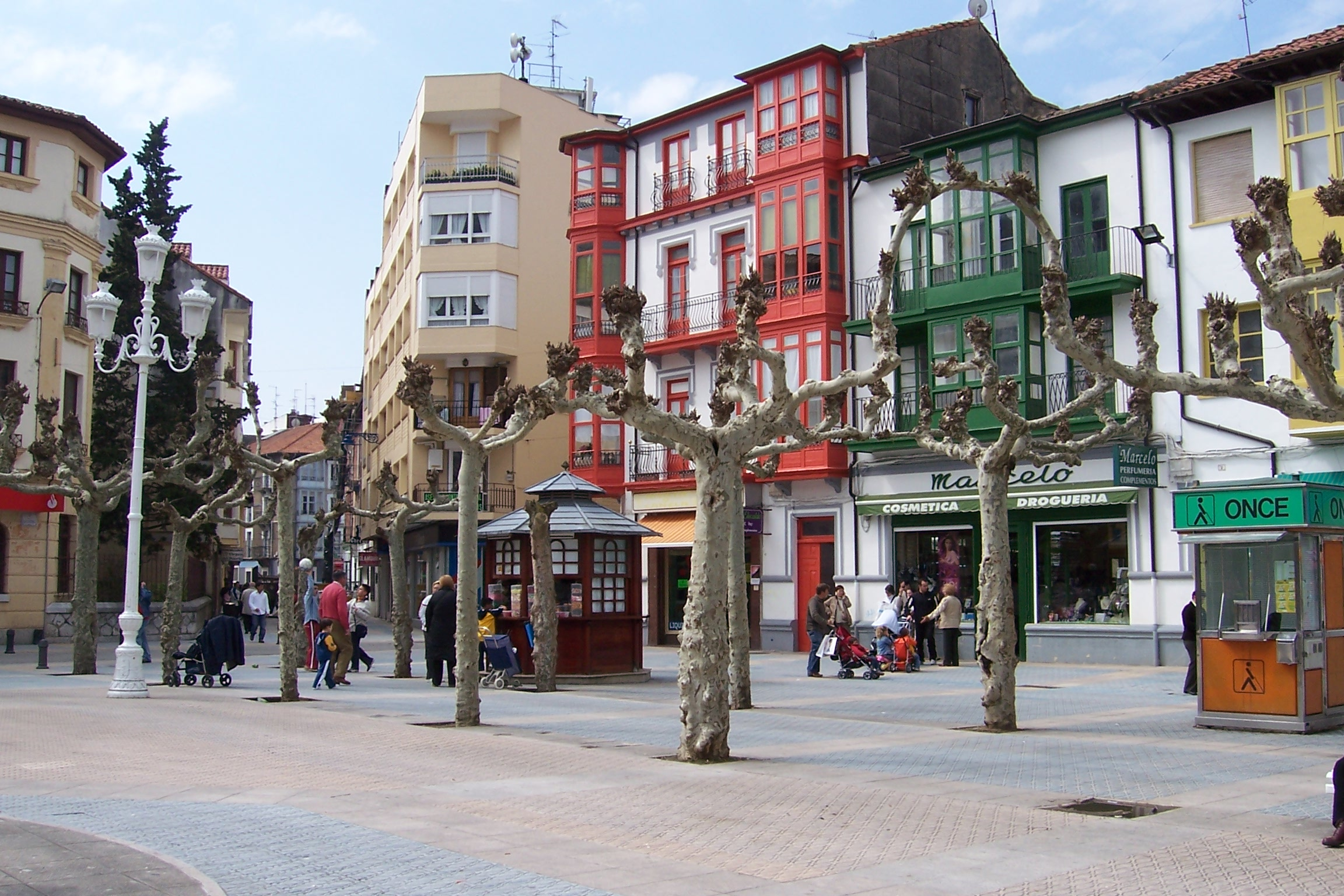
Plein in Santoña

## Demografische ontwikkeling
Bron: INE; 1857-2011: volkstellingen